# パリのディオニュシウス
パリのディオニュシウス（Dionysius, ? - 250年頃）あるいはパリの聖ディオニジオは、キリスト教の殉教者で、カトリック教会で聖人。3世紀のパリの司教で、250年頃に殉教したとされる。フランスの守護聖人として、また十四救難聖人（en:Fourteen Holy Helpers）の一人として知られる。ディオニュシウスという名は、「ディオニューソスの召使」という意味である。現在ではフランス語、英語で“Denis”と表記され、日本語では聖ドニ、サン・ドニと呼ばれることが多い。フランスの都市サン＝ドニの名前の由来である。
首なしの聖人としてヤコブス・デ・ウォラギネの『黄金伝説』においても取り上げられている、ヨーロッパを代表する聖人である。モデルとした絵画や彫刻作品も非常に数多いが、後述のように首なしの聖人は必ずしもディオニュシウスに限られないことに留意が必要である。

## 生涯
トゥールのグレゴリウスの言によれば、ディオニュシウスはパリシイ族の司教で、剣で首を切られて殉教したという。
彼の人生と迫害とに触れた最初の文書『聖ディオニュシウス、ルスティクスおよびエレウテリスの受難』（Passio SS. Dionysii Rustici et Eleutherii）は、600年頃に成立したものである。本書は誤って詩人のヴェナンティウス・フォルトゥナトゥスの作とされてきたもので、伝説集的なものであるが、その記述によればディオニュシウスは3世紀、ガリアを改宗させるためイタリアから送り出されたものと思われ、ファビアヌス教皇の指示のもと送り出された「ガリアへの伝道者」のひとりであるともされる。これは、デキウス帝の迫害によって、ルテティア（パリの古名）のキリスト教徒の小集団が解散した後のことであった。ディオニュシウスは、不離の同志であり、ともに殉教したルスティクス及びエレウテルスと一緒にセーヌ川のシテ島で暮らした。ローマ時代のパリは、セーヌ川から離れた左岸の高地に位置していた。
ディオニュシウスは、多くの人々を改宗させたために異教の僧侶の怒りを買い、ドルイドの聖地であったと思われるパリ近郊の最も高い丘（現在のモンマルトル）で斬首刑に処せられた。現在のモンマルトルという名は、古いフランス語で「殉教者の山」という意味であり、ディオニュシウスらの殉教にちなんで名づけられたものである。『黄金伝説』によると、ディオニュシウスは、首を斬り落とされた後、それを拾い上げ、説教をしながら数キロメートルを歩いたという。彼が説教をやめ本当に死んだ場所には、小さな礼拝所が建てられ、歴代フランス国王が埋葬されるサン＝ドニ大聖堂になった。他の説では、彼の遺体はセーヌ川に投げ込まれ、その夜、彼によって改宗した者達によって収容され埋葬されたという。

## ディオニュシウスへの崇敬
ディオニュシウスは、死後まもなく崇拝の対象になった。ディオニュシウス、エレウテルス及びルスティクスの遺体は殉教の地に埋葬され、パリの人々の支援を受けた聖ジュヌヴィエーヴによって、その名を冠したバシリカが創建された。
やがて、ディオニュシウスの名は、フランス軍の鬨（とき）の声（Montjoie Saint-Denis、モンジョワ・サン＝ドニ。『我らの喜びサン＝ドニよ』）に使われるようになった。彼の墓所に奉献された旗（Oriflamme）は、軍旗となり、フランスの国旗となった。754年、フランス出身の教皇ステファヌス2世は、ディオニュシウス崇敬をローマに持ち込み、これによって崇敬はフランス国外にも広がった。彼への崇敬はまもなくヨーロッパ中に広まった。
ディオニュシウスは800年以降各地で祝われていたが、1568年になって教皇ピウス5世によって正式に列聖され、聖人暦に加えられた。ディオニュシウスの祝日は10月9日である。
カトリック教会では、ディオニュシウスは十四救難聖人のひとりとして崇敬されてきた。ディオニュシウスは悪魔憑きや頭痛のときに取り成しを願うと効果があるとされていた。

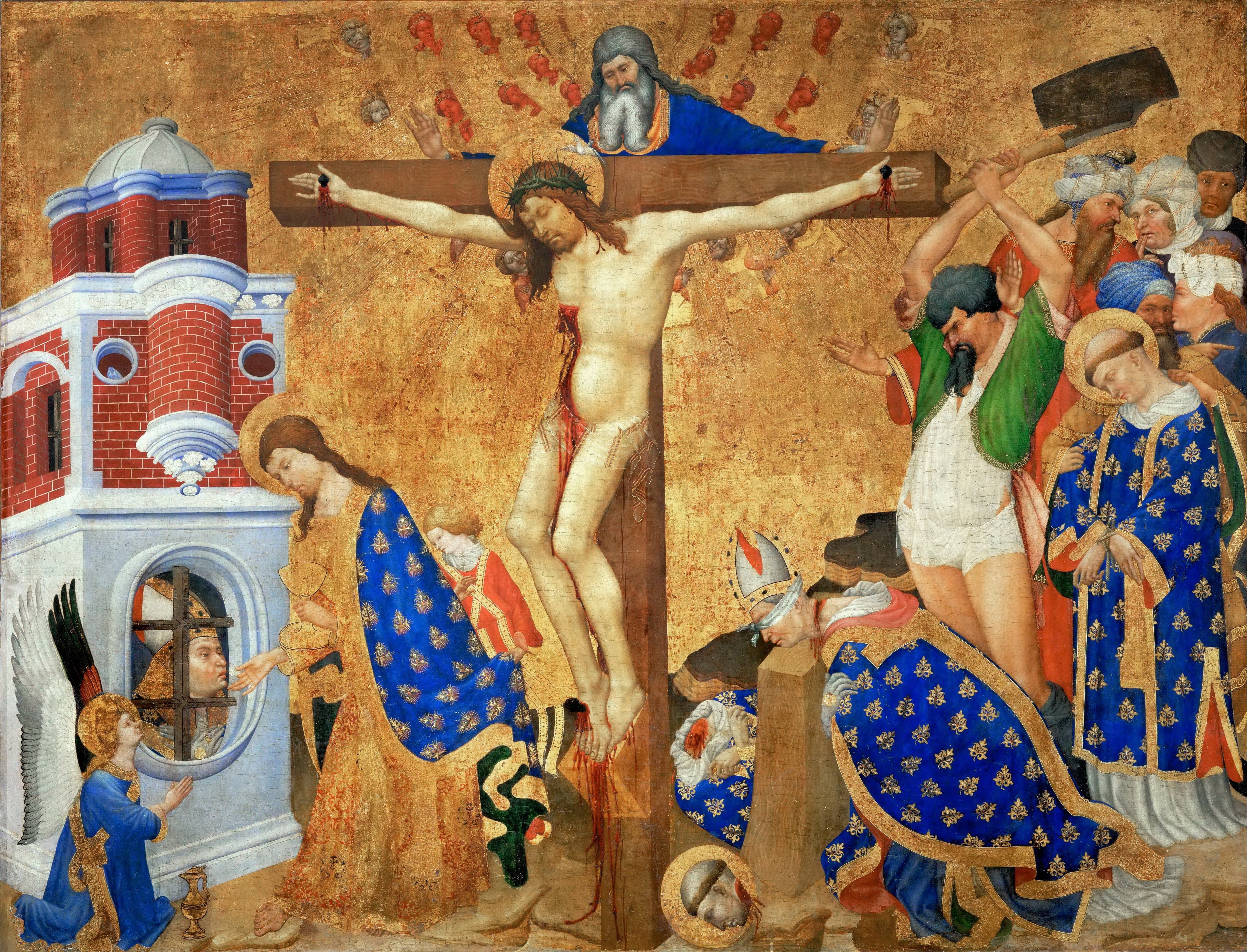
『ディオニュシウスの殉教』アンリ・ベルショーズ、1416年。ディオニュシウスと同志の殉教を描いている。

10月9日は、ディオニュシウスと、その同志で彼とともに殉教し埋葬された司祭ルスティクス、助祭エレウテルスの祝日として伝統的に祝われてきた。

## ディオニシウス・アレオパギタとの混同
少なくとも9世紀から、ディオニシウス・アレオパギタの伝説とパリのディオニュシウスとはしばしば混同されてきた。814年頃、ルートヴィヒ1世は、ディオニシウス・アレオパギタの著作とされる書物をフランスにもたらし、それ以来、フランスの伝説作家の間では、パリのディオニュシウスは、有名な宣教師でパウロの弟子であったディオニシウスと同一人物であるとするのが一般的となった。聖ディオニュシウスと、ディオニシウス・アレオパギタと、ルートヴィヒ1世がフランスに持ち込んだディオニシウス作とされる書物の実際の作者である偽ディオニシウス・アレオパギタとの人格の混同は、サン・ドニ修道院の院長ヒルドゥイン（en:Hilduin）がルートヴィヒ1世の求めに応えて836年に著した『アレオパギティカ』（Areopagitica）によってさらに広まった。今日の歴史書編集者の間では、この点について異論はない。

## 美術上の描写
ディオニュシウスの首なしで歩く様は、美術上は、斬首され、司教の衣装を身にまとい、ミトラを戴いた自分の首を手に抱えた姿で描かれる。この場合、画家にとって、光背をどう扱うかがこの画題特有の問題となる。首がかつてあったところに光背を配する画家もいれば、聖ディオニュシウスが持ち運ぶ首の回りに光背を描く画家もいる。
ただし、首なしの聖人はルーベンス『聖ユストゥスの奇跡』（ボルドー美術館）やニコラ・フロマン『聖ミトルの伝説』（サン・ソヴール大聖堂）等、多数のバリエーションが存在することに留意が必要である。
また、他に聖人ではないが、フランスのベルトラン・デ・ボルンも同じく首なしで著名であり、ボッティチェリやウィリアム・ブレイクなどの作品がある。